# Ženski sud
Ženski sudovi su mesta gde žene svedoče o iskustvima nasilja, imenuju zločine i traže zadovoljenje pravde; vode se stavom da je lično iskustvo političko pitanja i da bi iskustva nasilja, mučenja i diskriminacije žena trebalo imenovati i činiti ih vidljivim u javnom prostoru, na lokalnom, regionalnom i međunarodnom nivou. Organizovana oko specifične teme relevantne za zemlju u kojoj se održavaju, ova neformalna javna slušanja su fokusirana na nepravdu sa kojom se žene suočavaju. Ženski sudovi imaju nameru da obrazuju i podignu svest, zabeleže nepravdu i kršenje ljudskih prava, daju glas marginalizovanim ženama i razviju alternativne strategije za budućnost.
Prvi Ženski sud organizovan je 1992. godine u Pakistanu, a do sada je organizovano više od 40 Ženskih sudova u celom svetu, a najviše u Aziji i Africi. Pitanja kojima su se sudovi bavili bila su različita i mogu se podeliti u sledeće kategorije:
- Ratni zločini nad ženama
- Nasilje i zločini nad ženama u ime običajnog prava i religije
- Militarističko nasilje nad ženama i nad celokupnim stanovništvom
- Ekonomsko nasilje, kršenje radnih prava žena
- Nasilje nad ženama u porodici
- Zloupotreba reproduktivnih prava žena
- Zločini nad starosedelačkim stanovništvom
- Specifično političko nasilje
- Otpor žena

## Hronološi prikaz Ženskih sudova
- Azijski ženski sud o nasilju nad ženama, Lahore, Pakistan, 1992. godine
- Azijski ženski sud o zločinima protiv Dalit žena, Bangalore, Indija, 1994. godine
- Međunarodni ženski sud za zločine nad ženama, Kairo, Egipat, 1994. godine
- Azijski ženski sud o trgovini ljudima i ratnim zločinima nad ženama, Tokio, Japan, 1994. godine
- Azijski pacifički sud o žrtvama razvoja, Bangalore, Indija, 1995. godine